# 1256
Cette page concerne l'année 1256  du calendrier julien.
L'année 960 est une année bissextile qui commence un samedi.

## Événements
- 2 janvier : Houlagou Khan, fondateur de la dynastie des Ilkhans, passe l'Amou-Daria pour rentrer en Perse sur laquelle il règne jusqu'en 1265. Il reçoit les compliments du sultan de Rum et de l'atabeg du Fars[1], ainsi que l'hommage de nombreux princes d'Asie occidentale (Irak, Khorasan, Azerbaïdjan, Arran, Chirwan, Géorgie[2])
- Mars[3] : début de la guerre de Saint-Sabas (du nom du monastère d’Acre que les deux parties se disputent), de 1256 à 1258, entre les Génois (appuyés par Philippe de Montfort et les Hospitaliers) et les Vénitiens (appuyés par le comte de Jaffa et les Templiers). La guerre navale se poursuit par des coups de main des Vénitiens contre Tyr, des Génois contre Acre, jusqu’à un accord définitif conclu par l’entremise de Louis IX en 1270. Pise reste en guerre contre Gênes jusqu’en 1288. À Tripoli, Bohémond VI doit combattre à la fois les Templiers et ses vassaux génois, les Embriaci, seigneurs de Gibelet.

- 20 décembre[4] : conformément à l’ordre qu’il a reçu de Möngke, Houlagou prend Alamut (disparition de la secte des Assassins du Mazandéran). En prenant Alamut, les Mongols provoquent la destruction d’une bibliothèque d’une valeur inestimable, rendant difficile à jamais la connaissance approfondie de la doctrine et des activités de la secte des Assassins. Après la prise d’Alamut, la secte des Assassins se perpétue sous une forme pacifique : les ismaïliens, adeptes de l’Aga Khan.

- Annexion du Tibet par le mongol Ouriyang-daï à partir du Yunnan (fin en 1256). Il ne rencontre que peu de résistance[5].
- Trêve entre les Francs et les Ayyoubides de Syrie et d'Égypte[6].

### Europe
- 28 janvier[7] : échec et mort de l’empereur Guillaume II, comte de Hollande dans sa tentative de faire valoir sa souveraineté sur la Frise. Son successeur Floris V parviendra à assurer son pouvoir en Frise Occidentale, alors séparée du reste de la province par l’ouverture du Zuiderzee. Il conquiert également, aux dépens d’Utrecht, la région de l’Amstel et donne son premier privilège à Amsterdam.
- 5 mars : Christophe Ier de Danemark convoque une diète nationale à Nyborg[8].
- 6 mars : au  Danemark, le concile provincial de Vejle promulgue la constitution Cum Ecclesia Daciana frappant le pays d'interdit dans le cas où le roi provoquerait, directement ou indirectement, des violences contre les évêques du royaume. Début d'un conflit entre l’Église et le roi. Guerre civile dans tout le pays (fin en 1274)[9].
- Mars : chute de Quéribus[10].
- 9 avril : bulle du pape Alexandre IV constituant l'ordre des Ermites de Saint Augustin[11].
- Avril[12] : Les troupes du prince de Tarente et régent de Sicile Manfred, conduites par Enrico dell' Abbate, conquièrent la Sicile. Prise de Palerme.
- 24 septembre : Louis IX règle la succession de Flandre par le dit de Péronne[7].

- 6 novembre : Louis IX règle le différend qui oppose son frère Charles d'Anjou à sa belle-mère Béatrice de Savoie, qui renonce à toute souveraineté sur le comté de Forcalquier et à ses diverses prétentions en Provence, moyennant une rente annuelle de 6 000 livres tournois[13].

- Décembre : Jordan de Rosans et Dragonnet de Montauban assiègent Montalin de Bruis dans Rosans. La guerre se termine par un traité fait par l'entremise du Dauphin du Viennois et l'évêque de Gap le 25 décembre, avec Montalin de Bruix[14].

- Première mention de Lvov, qui remplace Kiev comme place de commerce entre l’est et l’ouest[15].